# 達布爾蓋特 (喬治亞州)
達布爾蓋特（英語：Doublegate）是位於美國喬治亞州多爾蒂縣的一個非建制地區。該地的面積和人口皆未知。

## 地理
達布爾蓋特的座標為31°35′56″N 84°15′20″W / 31.59889°N 84.25556°W，而該地的平均海拔高度為63米（即207英尺）。